# Рыночная капитализация
Рыночная капитализация (англ. market capitalization) — стоимость объекта, рассчитанная на основе текущей рыночной (биржевой) цены. Этот финансовый показатель используют для оценки совокупной стоимости рыночных инструментов, субъектов и рынков. В частности, выделяются:
- Рыночная капитализация ценной бумаги — рыночная стоимость одной выпущенной в обращение ценной бумаги определённого вида. Чаще всего используется котировка на фондовой бирже;
- Рыночная капитализация акционерного общества — оценочная стоимость всех акций этого акционерного общества. Представляет собой произведение количества акций акционерного общества на их текущую цену.
- Рыночная капитализация фондового рынка — суммарная рыночная стоимость обращающихся на этом рынке ценных бумаг.

## Уровни капитализации
Капитализация фондового рынка в 2012 году составляла в России 45 % от ВВП. В некоторых других странах этот показатель может быть выше (в скобках приведены данные по ВВП, конвертированные в евро по курсу паритета покупательной способности):
- США: 10,7 триллиона евро (108 % от ВВП),
- Евросоюз: 6,0 триллионов евро (59 % от ВВП) [10,98 трлн при 108 % от ВВП],
- Япония: 2,4 триллиона евро (75 % от ВВП) [3,46 трлн при 108 % от ВВП].

## Акционерная компания
Величина рыночной капитализации и её рост зачастую являются характеристиками успешности акционерной компании.
Термин капитализация иногда используется как синоним рыночной капитализации, но иногда подразумевает собой сумму величин рыночной капитализации и долгосрочных долговых обязательств.
Рыночная капитализация не обязательно отражает реальное состояние дел в акционерной компании, поскольку цена акций зависит от ожиданий будущих прибылей и от спекуляций. Например, в конце 1990-х годов рыночная капитализация многих дотком-компаний достигала миллиардов долларов, при том, что эти компании не только не приносили прибыли, но зачастую не имели вообще никаких продаж.
Иными словами, рыночная капитализация — цена, в которую рынок оценивает компанию на основании последних сделок с акциями.
В соответствии с гипотезой Модильяни — Миллера финансирование за счёт кредитов и заёмных средств не оказывает никакого влияния на стоимость компании для рынка.
Крупнейшей компанией по рыночной капитализации является Nvidia — по состоянию на 20.06.2024 рыночная капитализация компании составила 3,34 триллион долларов, что является крупнейшим показателем в мире. Исторический рекорд XX века у Microsoft — в 1999 году капитализация достигла 616,3 миллиарда долларов (с учётом инфляции на сегодня это около 875,8 миллиарда долларов).

### Правила недостаточной капитализации
Капитализация — оценка стоимости предприятия, земельного участка, ценных бумаг и другого имущества, посредством расчёта приведённой суммы ожидаемых доходов, взятой за весь период его предполагаемого использования.
Капитализация может быть недостаточной, достаточной или излишней в зависимости от соотношения между экономическим капиталом компании и капиталом компании, реально существующем в текущий момент времени.
Излишняя капитализация зачастую вызывает недовольство инвесторов, так как происходит неэффективное использование денежных ресурсов: свободные средства компании не инвестируются, не приносят ей дополнительного дохода, а капитализируются.
«Недостаточная капитализация» или «тонкая» (англ. thin capitalization) чаще всего возникает в ситуациях, когда финансирование деятельности компании осуществляется за счёт заёмных средств.
Экономическая доктрина называет недостаточной капитализацией «стремление к уменьшению налогооблагаемой базы путём искусственного повышения расходов на обслуживание долга…»
(Burns L., Krever R. «Taxation of Income from Business and Investment». 1998).

### Капитализация фирмы (методы)
Капитализация по расщеплённой ставке (от англ. split-rate capitalization) — для оценки прогнозируемых потоков денежных средств по одному и тому же объекту используются две различные процентные или дисконтные ставки.
Капитализация дохода. Капитализация прибыли (от англ. capitalization of earnings) — расчёт современной стоимости чистой прибыли, которую предполагается получить в будущем.
Прямолинейная капитализация (от англ. straight-line capitalization) — метод расчёта коэффициента капитализации для недвижимости путём прибавления к ставке процента нормы прямолинейного возврата капитала.
Прямая общая капитализация (от англ. direct overall capitalization) — метод основан на делении чистого операционного дохода на коэффициент, полученный в результате анализа сопоставимых объектов и сравнения доходов от этих объектов с ценами их продажи.